# Oenoptila rufula
Oenoptila rufula là một loài bướm đêm trong họ Geometridae.